# Kabylsk (sprog)
Kabylsk (kabylsk Taqbaylit, IPA /ˌθaq.βajˈliθ/) er et berbisk sprog som snakkes af kabyle-folket hovedsageligt i Kabylien, men også i de største byer i Algeriet, i Frankrig, Tyskland, Canada, Belgien, Spanien. Ifølge Inalco er der mere end 8.000.000 der taler sproget verdensplan, hvoraf mindst 4.000.000 i Kabylien og 3.000.000 i resten av Algeriet.
| Sprog | Spire Denne artikel om sprog er en spire som bør udbygges. Du er velkommen til at hjælpe Wikipedia ved at udvide den. |